# خوان باوتيستا جيل
خوان باوتيستا جيل (بالإسبانية: Juan Bautista Gill García) (و. 1840 – 1877 م) هو سياسي من باراغواي ولد في أسونسيون.
تولى منصب رئيس الباراغواي .